# 日産・タウンスター
タウンスター（TOWNSTAR）は、日産自動車が欧州で販売している商用車ならびに乗用車である。
製造はフランス・モブージュにあるルノーの子会社「モーブージュ・コンストラクション・オートモーティブ（MCA）」が担当する。

## 概要
NV250とe-NV200の後継車種という位置づけである。
プラットフォームにはCMF-C/Dを採用。ベース車はルノー・カングーであり、先代にあたるNV250、先々代にあたるキュビスター同様、ボディも含めメカニズムの多くはカングーから流用している。しかし、フロントマスクは織り模様をベースに日産のアイデンティティである「Vモーション」を採用しながら、ガソリン車は商用車としての新アイコンである「インターロックグリル」も織り交ぜている。電気自動車は和のテイストを意識した、組子柄の充電ポート付きグリルが採用されている。また、欧州で販売される日産車で最初に現行CIを採用している。
エンジンについては排出ガス規制「Euro 6d」に適合したルノー製の1.3Lガソリンエンジンの設定がされる（カングーやシタンに用意される1.5Lディーゼルエンジンは非設定）。
EVモデルはe-NV200のノウハウを活かして開発された。45kWhバッテリーを搭載し、航続距離はWLTP複合で最大183マイル (295 km)、市街地サイクルで最大269マイル (433 km)である。AC充電(11kWまたは22kW)と80kWのDC急速充電（CCS方式）の両方を提供し、後者では、わずか37分でバッテリーを15%から80%まで充電できる。

## 歴史
2021年
- 9月27日、欧州市場向け新型小型商用車を「タウンスター」として発表した。このタウンスターはガソリン車だけでなく、電気自動車のラインナップも計画されている[5][3]。同じくして、日産の事業構造改革「NISSAN NEXT」に基づいて導入される商用車群の一つであることを強く推し出した[6][7]。車両には、安全装備と先進運転支援機能を20種類以上搭載している[8]。
- 12月15日より受注を開始。ユーロNCAPの安全性評価5段階中4つ星を獲得していることも明かされ、実用性と安全性のアピールを行った[9]。

2022年
- 9月21日、EVモデルの生産が開始された。日産の「Ambition 2030」の実現に向けたモデルの一つで、ラインナップの電動化と2050年カーボンニュートラルの目標達成に向けたものである[1]。

EVモデルにはプロパイロットも備わる他、2023年からL2クルーバンと呼ばれる乗用モデルも登場した。さらに「Nissan Charge」アプリに加入していると、欧州24市場にある1,600基のIONITYの充電ステーションを、より低料金で利用できるようになる。
2023年
- 7月19日、ロングホイールベースのL2が登場した[11]。
- 12月7日、2024年度What's Van?賞の電動バン部門とコンパクトバン部門を受賞した。「排ガス規制の厳格化、都市部への立ち入り制限、ラストマイル配送（宅配）の需要の高まりに対して業務を最適化するために、効果的で持続可能なソリューションである」ことが受賞のきっかけになった[12]。

2024年
- 5月2日には乗用モデルの上級グレードとして、「Evalia」を導入。Evaliaの名称は、NV200の東南アジア仕様車であるエヴァリアに通ずる。ガソリンモデルとEVモデルが用意されており、日産唯一の7人乗り100%EVである[13]。
- 6月13日、貨物輸送と人員輸送の両立を目指した「クルーバン」を発売[14]。
- 7月15日、ユーロNCAPで安全アシスト性能評価は78%を記録し、ゴールド評価を獲得[15]。今回の試験では自動緊急ブレーキシステム、レーンサポート、スピードアシスタンスを検査したほか、乗員ステータスモニタリング評価を行った。

## ボディ
ボディサイズはL1とL2の2種類が存在する。パネルバンと呼ばれる商用モデルはスライドドアと後部ドアにそれぞれ窓がない代わりにパネルで覆われているのが特徴である。また、オプション装備によって後部ドアは上方ヒンジドアと180度開閉可能な6:4観音開きドアの2種類がある。荷室長はL1の1,810 mmに対して、L2の方が2,230 mmと大きくとられている。加えて、スライドドアの長さも、L1よりL2の方が長いため、開口部が広い。
クルーバンはL2ボディをベースとしている。最大の特徴は2列目シートにあり、片手で折りたたみ可能なフレキシブルベンチを装備している。シートを折りたたむだけで、全体の容量を1 m3増やし、3.1 m3の積載スペースを確保できる。2列目シートの窓はヒンジで固定されており、荷室との仕切りとなるバルクヘッドが組み込まれているため、乗員は貨物エリア内の移動荷重から保護され、スムーズで安全な乗り心地を実現する。日産はこのクルーバンの後部ドアを「荷物の積み込みに係るテトリスをプレイしなくてもいいように作られた」と表現している。

### ボディカラー
- ストーングレー(メタリック)
- コメットグレー(メタリック)
- エニグマブラック(メタリック)
- カーマインレッド(メタリック)
- ミネラルホワイト(ソリッド)　*一部市場限定
- ブレイズレッド(ソリッド)　*一部市場限定
- アーバングレー(ソリッド)　*一部市場限定

ただしブレイズレッドは工場での制約により、フロントバンパーの塗装が利用できない。

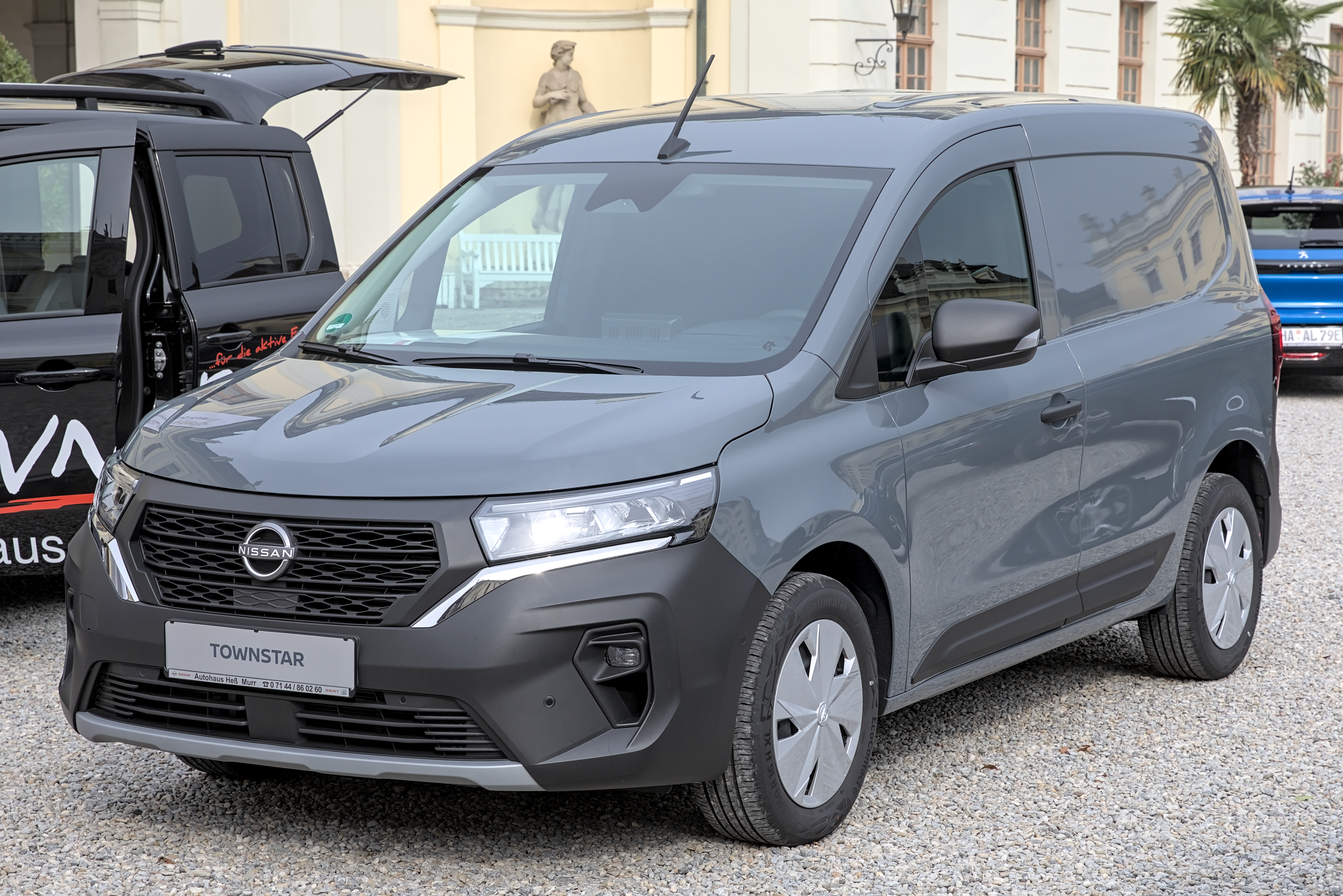
パネルバン（フロント）
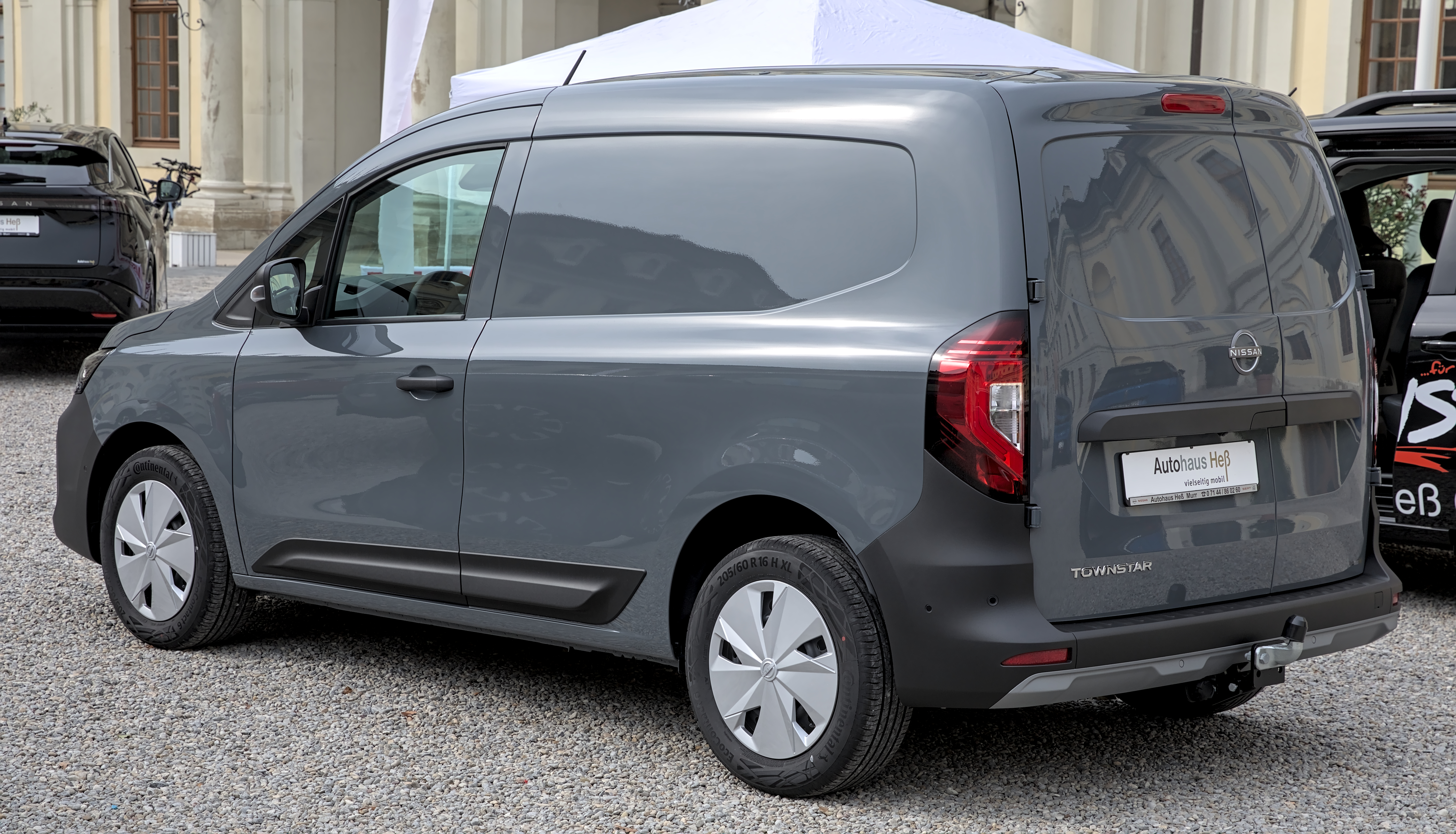
パネルバン（リア）
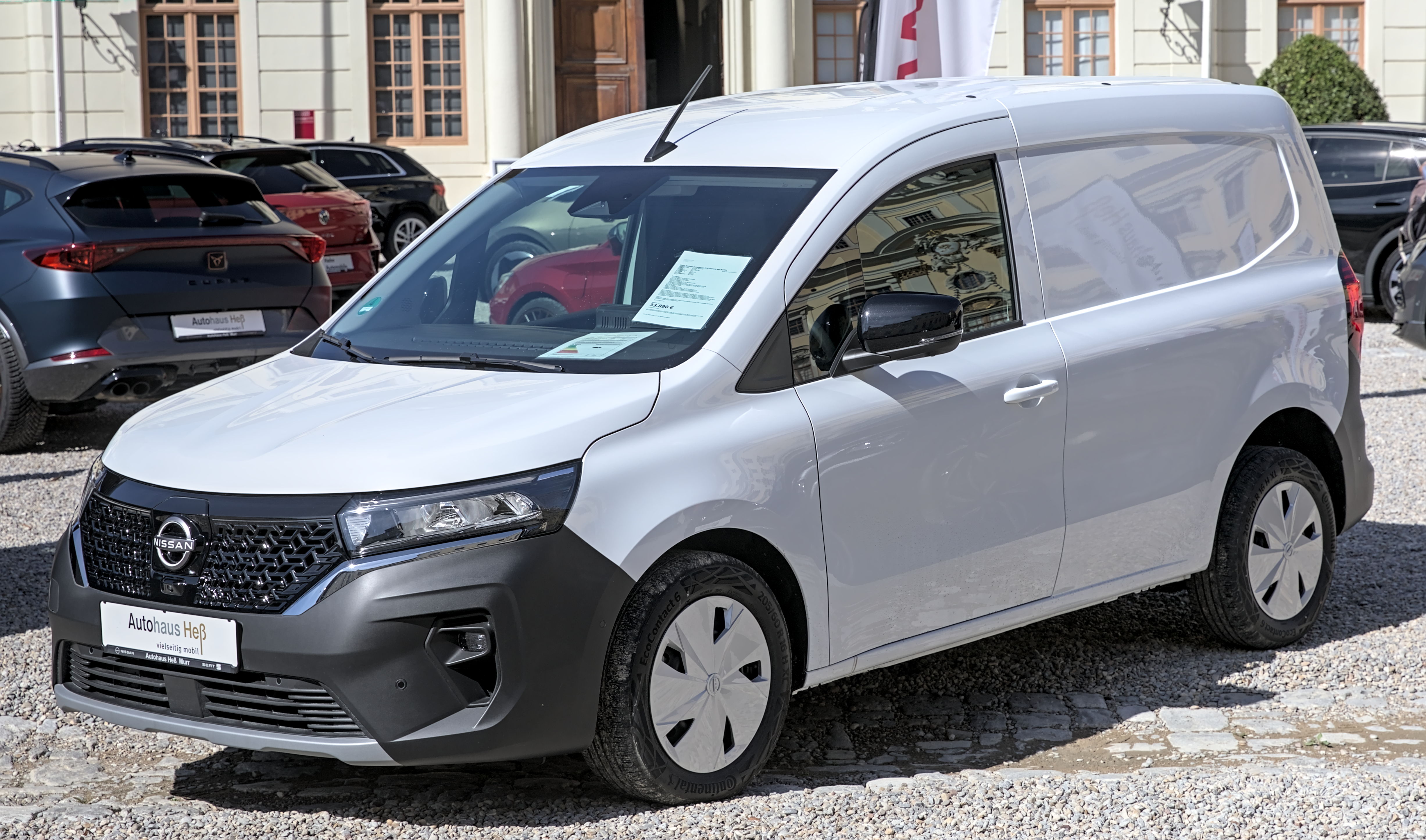
パネルバンEV（フロント）
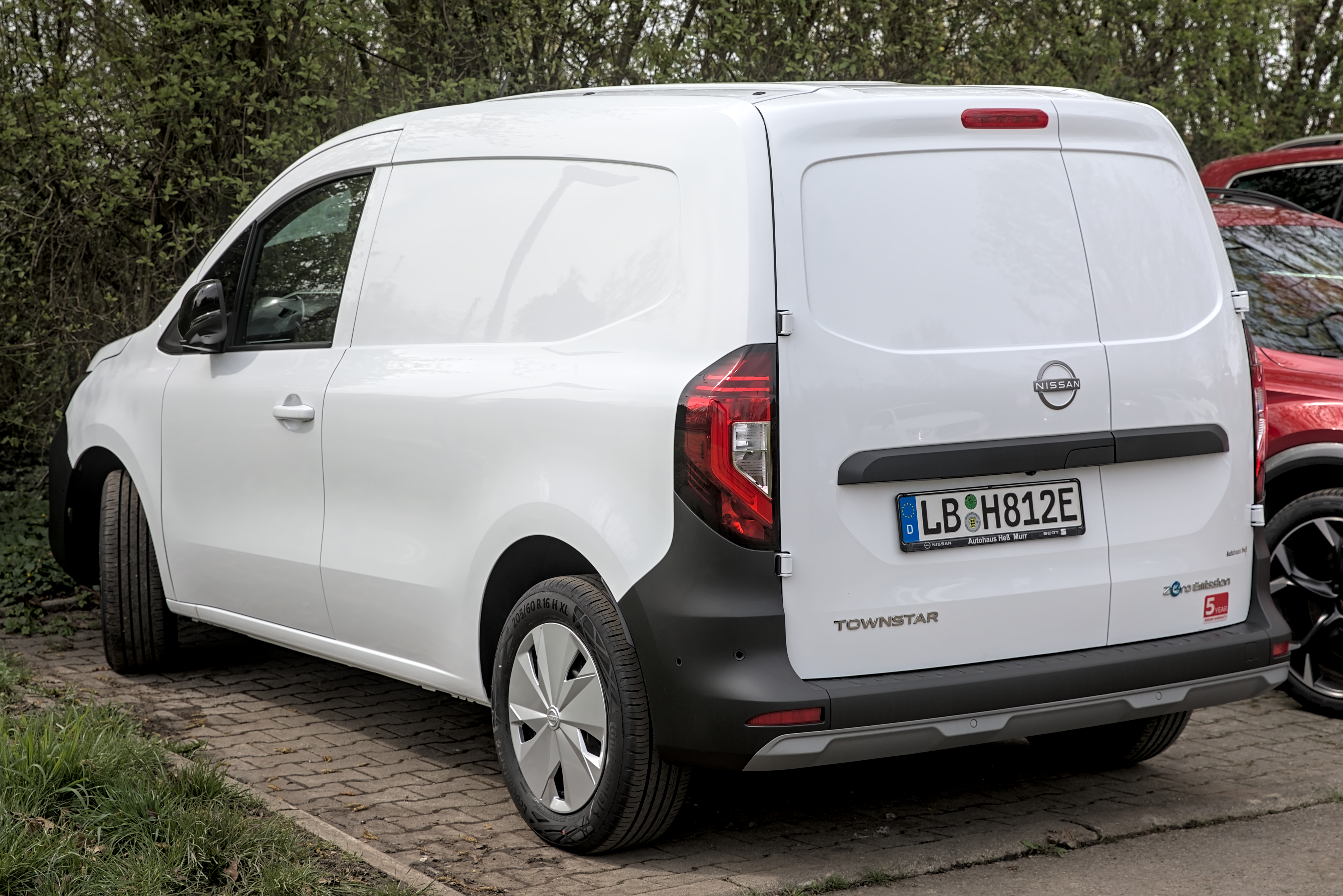
パネルバンEV（リア）

## グレード
2023年現在におけるイギリス仕様のパネルバンのグレードは、以下の4種類である。
- VISIA
  - 16インチの鉄製ホイールとホイールカバーが装着される。LEDヘッドライト、マニュアルエアコン、パワーウィンドウ、アームレスト、高さ調整機能付きの運転席などが装備される。Bluetooth付DABオーディオシステムとステアリングホイールにコマンドボタンと電話機能が追加される。イモビライザー、リモートロック、エアバッグ（運転席側）、タイヤ圧力モニター、自動点灯ヘッドライト及び自動ワイパーなどの安全装備が備わる。
- ACENTA
  - VISIAに追加して、LEDフォグライト、電動格納ミラー、ワンタッチパワーウィンドウ(運転手)、電動パーキングブレーキ、クルーズコントロールなどが装着される。また、Apple CarPlayとAndroid Autoが使用可能なタッチパネル付きのオーディオシステムに加えて、リバースパーキングセンサーやインテリジェントブレーキアシストといった安全装備が備えられる。
- TEKNA
  - ACENTAをベースに、L1のみ、ボディと同色のフロント及びリアバンパーが装着される。キーレスエントリーが可能である。前方、後方及び側方にパーキングセンサー、後方にカメラが装着される。
- TEKNA+
  - TEKNAをベースに、より安全装備が追加されたグレードである。革巻きステアリングホイール、塗装されたサイドミラーが装着される。L1とL2のガソリン車、L1のEVには16インチの合金ダイヤモンドホールが、L2のEVにはカバー付きの16インチ鉄製ホイールが装着される。インテリジェントパーキングアシスト、アラウンドビューモニター、ハイビーム/ロービーム自動切り替え機能などの安全装備が追加される。

イギリス仕様のクルーバンのグレードは、TEKNAの1種類のみであるが、内容は大幅に異なる。

## タウンスター・カラオケe
タウンスター・カラオケe（Townstar Karaok-e）は2024年に欧州日産のニュースルームにて発表された。クルマの新たな楽しみ方の一つとして提案された。
乗用モデルのエヴァリアをカスタイマイズし、室内空間をカラオケラウンジに変身させた。2列目シートを外して独自のカラオケシステムを搭載し、32インチのモニターディスプレイから、強力なサブウーファーを備えた最先端のサウンドシステムまで装備されている。
カラオケで、さまざまな言語にまたがる幅広い曲のレパートリーを選択できる。インスタントシェアリングアプリを使えば、パフォーマーはGoProでシームレスに録音できる。さらにパフォーマンスを盛り上げるために、キャビネットとルーフの照明が音楽のビートと同期し、カラオケ体験に没入感をさらに高める。